# Olímpio Cipriano
Olímpio Cipriano (Luanda, Angola, 9 de abril de 1982) es un baloncestista angoleño  que mide 1,92 m y cuya posición en la cancha es la de alero. Juega en el Primeiro de Agosto de Angola.